# Porri
Porri település Franciaországban, Haute-Corse megyében. Lakosainak száma 44 fő (2022. január 1.). Porri Casalta, Penta-di-Casinca, Pruno és Silvareccio községekkel határos.

## Népesség
A település népességének változása:
| Lakosok száma | 84   | 36   | 34   | 57   | 60   | 49   | 43   | 42   | 43   | 44   |
|               | 1968 | 1982 | 1990 | 2006 | 2013 | 2015 | 2017 | 2019 | 2020 | 2022 |